# Wawota
Wawota es un pueblo canadiense situado en la provincia de Saskatchewan.

## Superficie
Wawota tiene una superficie de 1,28 km².

## Demografía
En 2021, tenía 555 habitantes, una densidad poblacional de 435,1 hab./km², y 287 viviendas.